# Seaichem Indian Reserve 16
Seaichem Indian Reserve 16 är ett reservat i Kanada.   Det ligger i provinsen British Columbia, i den sydvästra delen av landet, 3 500 km väster om huvudstaden Ottawa.
I omgivningarna runt Seaichem Indian Reserve 16 växer i huvudsak barrskog. Trakten runt Seaichem Indian Reserve 16 är nära nog obefolkad, med mindre än två invånare per kvadratkilometer.